# أمانة منظمة الدول الأمريكية للشؤون السياسية
أمانة الشؤون السياسية لمنظمة الدول الأمريكية هي جزء من الأمانة العامة. تتمتع أمانة الشؤون السياسية بصلاحية تقوية العمليات السياسية في الدول الأعضاء في منظمة الدول الأمريكية وزيادة شرعية المؤسسات السياسية. 

## هيكل
تتكون أمانة الشؤون السياسية من المكتب التنفيذي لأمين الشؤون السياسية، وقسم دعم إداري، وثلاث إدارات. 

### إدارة التعاون والمراقبة الانتخابية
تقدم إدارة التعاون والمراقبة الانتخابية المساعدة الفنية للأنشطة الانتخابية للدول الأعضاء. كما تحتفظ إدارة التعاون الانتخابي بأقسام خاصة ببعثات المراقبة الانتخابية لتزويد منظمة الدول الأمريكية بقدرات مراقبة الانتخابات.

### إدارة الديمقراطية المستدامة والبعثات الخاصة
تقدم إدارة الديمقراطية المستدامة والبعثات الخاصة الدعم للأمانة العامة في معالجة النزاعات السياسية والمؤسسية في المنطقة.
تبذل الإدارة جهودًا في ثلاثة مجالات مترابطة لمنع النزاعات وإدارتها وحلها. تطبق منهجية للتحليل السياسي. تقدم المشورة والدعم الفني للبعثات التي أنشأها المجلس الدائم أو الأمين العام لمنظمة الدول الأمريكية؛ وأخيرا، تنسق الأنشطة الموجهة نحو التسوية السلمية للنزاعات الإقليمية وتعزيز ثقافة السلام.

### الإدارة العامة الفعالة
تقدم الإدارة العامة الفعالة الدعم للدول الأعضاء في منظمة الدول الأمريكية في مسائل الإدارة العامة من خلال تعزيز المؤسسات الديمقراطية. ويشمل ذلك مشاريع المساعدة الفنية في التصميم التنظيمي والإدارة القائمة على النتائج؛ تطبيق تكنولوجيا المعلومات والاتصالات على تشغيل القطاع العام؛ البرامج التدريبية وآليات الحوار وتبادل الخبرات التي تعزز التعاون الأفقي.